# 底特律交响乐团

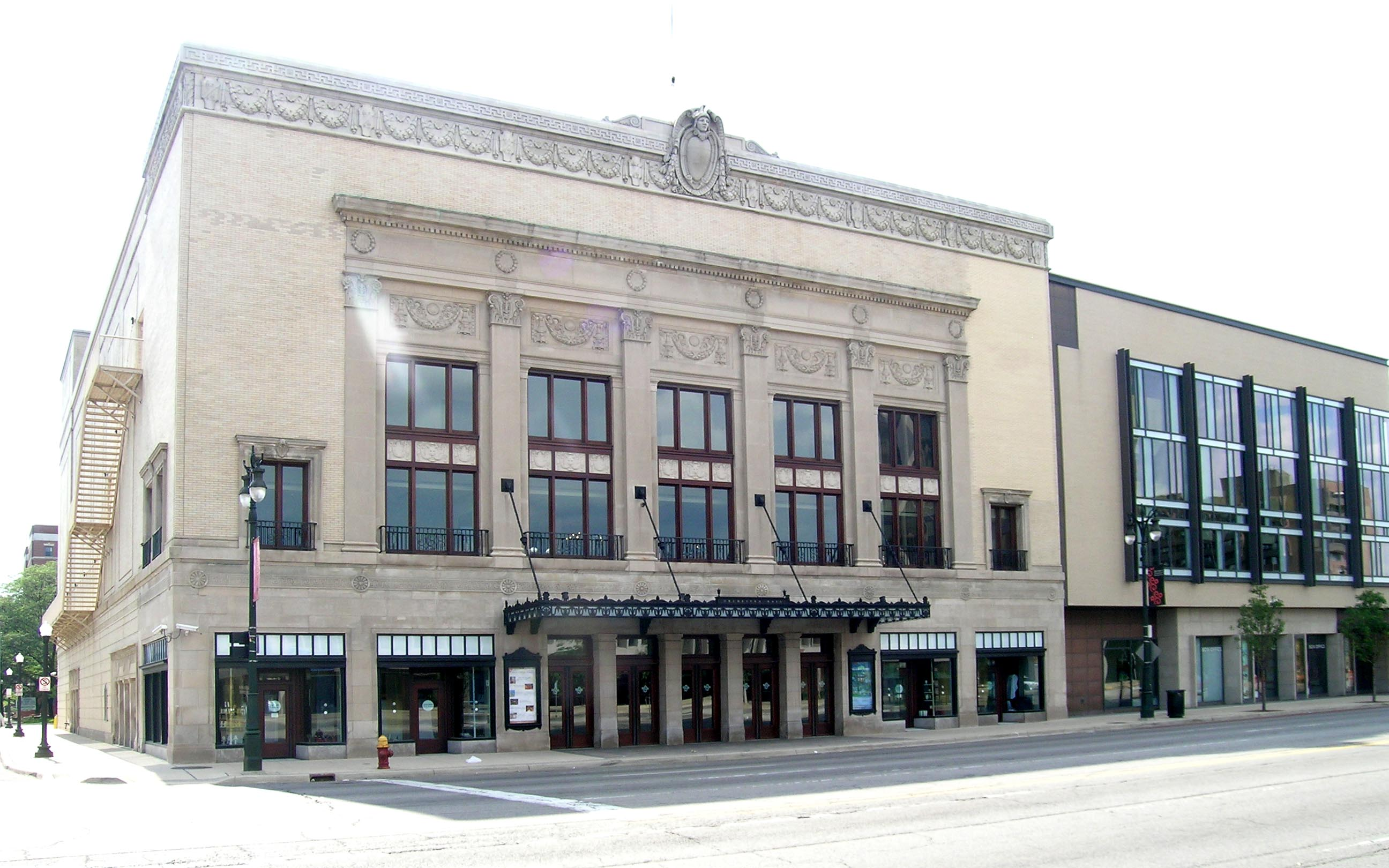
马克斯·M·费希尔音乐中心的管弦乐厅 (底特律)

底特律交响乐团（英語：Detroit Symphony Orchestra，简称DSO），是一个位于美国底特律的交响乐团，创建于1887年，主要在底特律马克斯·M·费希尔音乐中心的管弦乐厅演出。乐团现任主席及首席执行官为安妮·帕森斯（Anne Parsons）（自2004年起），音乐总监为贾德·比格纳米尼。

## 历任音乐总监
- 雨果·卡尔索（Hugo Kalsow，1900–1910）[2]
- 韦斯顿·盖尔斯（Weston Gales，1914–1917）
- 奥西普·加布里洛维奇（英语：Ossip Gabrilowitsch）（1918–1936）
- 佛朗哥·吉奥内（英语：Franco Ghione）（1936–1940）
- 维克托·科拉尔（英语：Victor Kolar）（1940–1942）
- 卡尔·克鲁格（Karl Krueger，1944–1949）
- 保罗·帕雷（英语：Paul Paray）（1951–1962）
- 西克斯滕·埃尔林（英语：Sixten Ehrling）（1963–1973）
- 阿尔多·切卡托（英语：Aldo Ceccato）（1973–1977）
- 多拉蒂·安塔尔（1977–1981）
- 根特·赫比希（1984–1990）
- 尼姆·耶尔维（1990–2005）
- 伦纳德·斯拉特金（英语：Leonard Slatkin）（2008–2018）
- 贾德·比格纳米尼（英语：Jader Bignamini）（2020年至今）